# ليخاس (مفصليات)
الليخاس (مفصليات) (الاسم العلمي:†Lichas) هي جنس منقرض من ثلاثيات الفصوص يتبع فصيلة الليخاسات من رتبة الليخاسيات.